# Воловик високий
Воловик високий (Anchusa procera) — вид рослин з родини шорстколистих (Boraginaceae), поширений у південній Європі від Балкан до Росії й у Туреччині.

## Опис
Дворічна рослина 100–200 см. Стебла б. м. розгалужені, як і листки сірі від густого відкопиленою запушення. Квітки майже сидячі. Чашечка надрізана на третину або до середини, при плодах 7–8 мм завдовжки. Стовпчик не перевищує чашечку.

## Поширення
Поширений у південній Європі від Балкан до Росії й у Туреччині.
В Україні вид зростає на степах, степових схилах і відслоненнях, у піщаних і засміченим місцях — переважно в Лісостепу і Степу, зрідка в півд. ч. Полісся і прикарпатських лісах.